# MOON LOVE CHILD
「MOON LOVE CHILD」（ムーン・ラブ・チャイルド）は、日本のロックバンド、ザ・コレクターズ(THE COLLECTORS)の4枚目のシングルである。

## 概要
前作「世界を止めて」から1年3ヶ月ぶりのシングル。アルバム『CANDYMAN』との同時発売であった。

## 収録曲
（全作詞・作曲：加藤ひさし、編曲：THE COLLECTORS・吉田仁）
1. MOON LOVE CHILD
当初、「ダンヒル」という仮タイトルがついていた。ダンヒル・レコードのスリー・ドッグ・ナイトのような、ダンヒル・サウンドを意識した楽曲である[1]。
2. 真夜中の太陽
カップリング曲。
3. MOON LOVE CHILD (Original Karaoke)

## 収録アルバム
- CANDYMAN (#1、#2)
- CANDYMAN（+3）紙ジャケット再発盤 (#1、#2)
- GOLD TOP -THE BEST OF THE COLLECTORS- (#1)
- the ballad for midnight sun (#2)
- THE REVIVAL OF TRIAD ［2015］ シングルB面 MINI BEST -THE COLLECTORS (#2)